# Saint Patrick's Cathedral

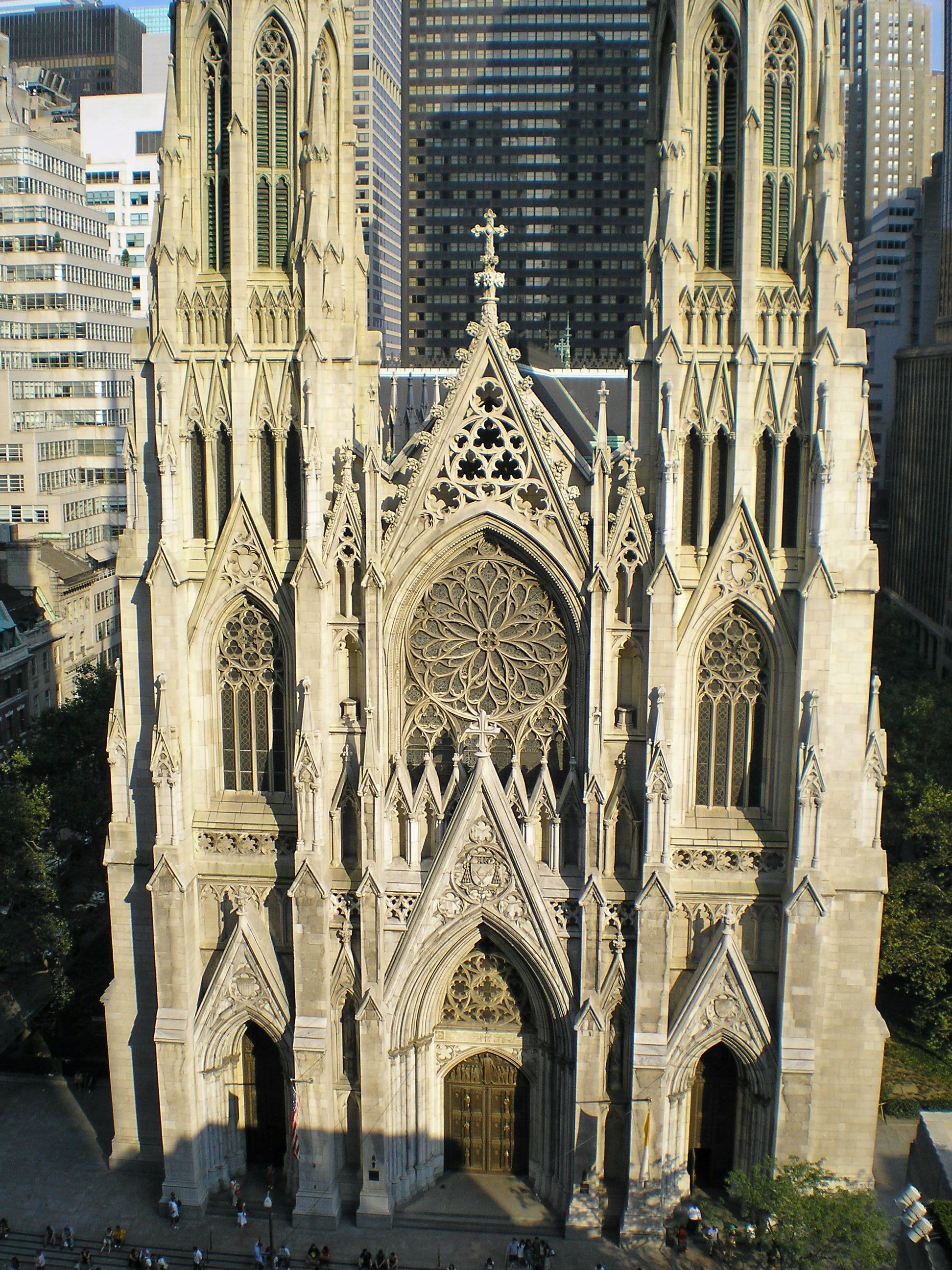
St. Patrick's Cathedral

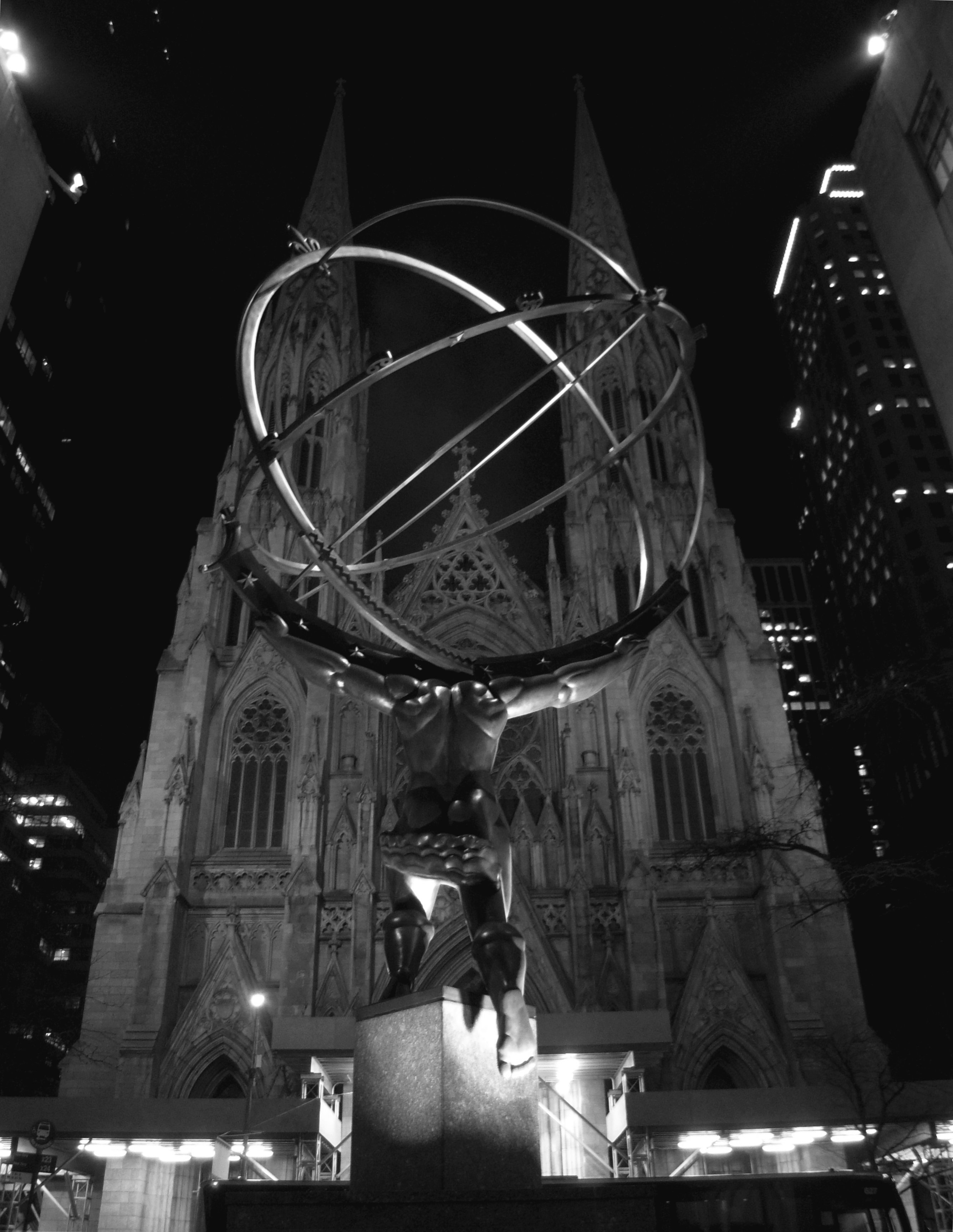
Saint Patrick's Cathedral sedd genom statyn Atlas som är placerad mitt emot på Rockefeller Center.

St. Patrick's Cathedral, belägen på Fifth Avenue vid 50th Street, är en romersk-katolsk kyrka på Manhattan i New York och också den största nygotiska katedralen i Nordamerika. Kyrkans smäckra spiror är över 100 meter höga, men förefaller ändå små bredvid de omgivande skyskraporna.
Katedralen ritades av James Renwick, Jr., och grundstenen lades den 15 augusti 1858. Amerikanska inbördeskrigets utbrott 1861 gjorde att byggnadsarbetena avstannade, men de återupptogs 1865. St. Patrick's Cathedral invigdes den 25 maj 1879.